# Kinbazjin
Kinbazjin (armeniska: Կինբաժին) var en kvinnoförening i Armeniska SSR, verksam 1920–1929. Det var en statlig kvinnoförening och en del av det armeniska kommunistpartiet, med uppgift att genomföra partiets jämställdhetspolitik i Armenien när landet blev en sovjetrepublik. Det var Armeniens motsvarighet till det sovjetiska kommunistpartiets Zjenotdel. 

## Historik
Armenien förlorade sin självständighet och anslöts till Ryska SFSR som Armeniska SSR 1920. När Armenien blev en sovjetrepublik ansågs tillståndet för jämlikhet mellan könen vara bland sovjetrepublikernas sämre. Kvinnorörelsen hade varit mycket blygsam under Armeniens tid som provins under Kejsardömet Ryssland, och även om flickskolor hade funnits där sedan 1850, och kvinnor fått rösträtt per automatik när Ryssland införde den 1917, fanns det endast en liten minoritet bildade yrkeskvinnor. Majoriteten armeniska kvinnor levde fortfarande illitterata och isolerade i hemmen tillägnade familj och hushåll och täckte sina ansikten då de visade sig offentligt. 
Sovjetunionen införde automatiskt total laglig jämlikhet för män och kvinnor i enlighet med kommunistisk ideologi: kvinnor fick ett antal platser reserverade åt sig i den politiska partiapparaten, och genom statliga kvinnotidningar som Hajastani Asjchatavoruhi (armeniska: Հայաստանի աշխատավորուհի 1924) propagerades för genomförandet av dessa rättigheter i praktiken. 
För att genomföra den nya legala jämlikheten i praktiken grundades Kinbazjin, som var motsvarigheten till det större sovjetiska kommunistpartiets kvinnoförening Zjenotdel. Detta var i enlighet med policyn i andra sovjetrepubliker vid denna tid. 
Kinbazjin informerade kvinnor om deras rättigheter jämsides med den politiska ideologin och hjälpte dem att utöva dem, så som att besöka kvinnor som levde isolerade i hemmen och informera dem om deras rätt till utbildning, anställning, dagis, befordran, preventivmedel och abort. 
Politiken var att kvinnor skulle lämna den traditionella könssegregeringen, sluta täcka ansiktet, utbilda sig i både politisk ideologi och skolas till ett yrke, och att deras män skulle dela hushållsarbetet med dem för att göra det möjligt. 
Kinbazjin kan ses som Armeniens första feministiska kvinnoförening, eftersom den tidigare kvinnorörelsen i Armenien varit ytterst svag. Organisationen åstadkom en revolutionerande omvälvning av samhället i Armenien, även om den traditionella rollen till stor del behölls i privatlivet i familjekretsen. 
Kinbazjin avvecklades från 1929. Anledningen var att Sovjetunionen år 1930 avvecklade själva Zjenotdel eftersom den officiella principen var att jämlikheten mellan män och kvinnor nu ansågs vara genomförd och dess verksamhet inte längre behövdes, och Kinbazjin, liksom Zjenotdels andra lokala motsvarigheter i andra sovjetrepubliker, därför avskaffades.